# Шандровский сельский совет (Юрьевский район)
Шандровский сельский совет (укр. Шандрівська сільська рада) — входит в состав
Юрьевского района
Днепропетровской области
Украины.
Административный центр сельского совета находится в 
с. Шандровка
.

## Населённые пункты совета
- с. Шандровка
- с. Новошандровка